# Сирийски слон
Сирийският слон или още Западно азиатски слон (Elephas maximus asurus), е названието на популацията Азиатски слон, обитаваща западните части на Азия и изчезнала през Средновековието. Останки от скелети на E. m. asurus открити в Средния изток (Турция, Ирак и Сирия) са датирани в периода между 3 милиона години пр.н.е до 100 г. пр.н.е.
Последно е споменат по времето на халифът Харун ал-Рашид, който изпраща като подарък на Карл Велики азиатски слон на име Абул-Абас.